# María Visión
María Visión  es un canal de televisión por suscripción mexicano que emite programación de índole católico y religioso. Es propiedad del empresario Emilio Burillo Azcárraga.

## Historia

### Fundación
El canal católico de televisión por suscripción mexicano María Visión nace el 1 de noviembre de 1993 a través de una señal por cable en el estado de México, con un alcance de 40 mil hogares.
El 11 de febrero de 1994, se convierte en un canal de  televisión por satélite trasmitiendo a través del Satélite Morelos II con un potencial en señal abierta de 4.5 millones de hogares en el ámbito nacional y 1.5 millones a nivel internacional.
Ocho meses después el 12 de octubre de 1994 empiezan a tener una cobertura transnacional, transmitiendo a través del Satélite INTELSAT 806, que potencialmente llegaba a 20 millones de tele hogares.

### Programación
Al inicio de las transmisiones de este canal sólo se contaba con pocos programas: como el programa infantil Viva Jesús, otro dedicado a los jóvenes llamado Chavos Banda, un tiempo dedicado a hablar de valores y principios.
En la actualidad tiene acuerdos con Radio María México y Familia Mundial de Radio María para la emisión de programación de índole católico y religioso.
Los actos religiosos que son en directo se simultanean con Radio María del correspondiente país.
Horario en cada país según la hora de La Capital de la nación:
6:00 LAUDES: Oración de la mañana, al levantarse.
Al término misa en latín rito tridentino desde el Vaticano 
9:00 HORA TERCIA: Oración hacia las nueve de la mañana.
12:00 HORA SEXTA: Oración del mediodía. (Rezo del Ángelus a las 12 del mediodía)
Al término misa normal 
15:00 HORA NONA: Oración hacia las tres de la tarde.
18:00 VÍSPERAS: Oración al finalizar las tareas, de las seis a las ocho de la tarde.
19:00 Rezo que toque según época del año novena San Antonio, San Isidro…
19:30 Rezó Santo Rosario
20:00 Misa normal 
22:00 COMPLETAS: Oración inmediatamente antes del reposo nocturno.
Al término Misa normal 
00:00 OFICIO DE LECTURA: Una oración, que actualmente puede ubicarse en cualquier momento de la jornada.
Resto del día se completa con programas religiosos o actos religiosos.

### Consagración del canal a la Santísima Virgen de Guadalupe
El 22 de abril de 1994, se consagró el canal a la Santísima Virgen de Guadalupe, y enfocan su misión en llevar a cabo una labor social, educativa, informativa y formadora con espacios educativos y culturales transmitiendo 24 horas del día, los 365 días del año.

### Internacionalización
Actualmente, aparte de mantener su señal para todo México, este canal también tiene un canal dirigido al público estadounidense, con el nombre de "Maria Visión USA", en Estados Unidos; y otro dirigido al público italiano bajo el nombre de "Maria Visión Italia", en Italia, siendo éste su primer canal europeo dentro de esta alianza de María Visión.
- España
  - María Visión Madrid, mux 45, 23 Y 24 para toda la provincia de Madrid en TDT. A través de este canal emite desde finales de marzo de 2024 María Visión. Hasta finales de marzo de 2024 en esta frecuencia emitía Eventos 33.